# Francesca Hung
Francesca Hung (sinh ngày 25 tháng 4 năm 1994) là một nữ diễn viên, người mẫu và người đẹp người Úc đã đăng quang Hoa hậu Hoàn vũ Úc 2018. Cô đại diện cho Úc tại cuộc thi Hoa hậu Hoàn vũ 2018 ở Bangkok, Thái Lan.

## Tiểu sử
Hung sống ở Sydney, Úc. Cô đến từ Northern Beaches of Sydney và là con gái của cha là người Úc gốc Hoa và mẹ là người Úc gốc Ailen. Cô ấy là một người mẫu chuyên nghiệp. Cô đang theo học Thạc sĩ Xuất bản tại Đại học Sydney sau khi hoàn thành bằng đại học về Nghệ thuật và Xã hội học.

## Hoa hậu Hoàn vũ Úc 2018
Hung đã đăng quang cuộc thi Hoa hậu Hoàn vũ Úc 2018. Cô đã thành công trước Hoa hậu Hoàn vũ Úc 2017 Olivia Rogers.

## Hoa hậu Hoàn vũ 2018
Sau khi đăng quang Hoa hậu Hoàn vũ Úc 2018, cô sẽ là đại diện cho Úc tại cuộc thi Hoa hậu Hoàn vũ 2018, nơi cô lọt vào Top 20. Cô là một trong những đại diện cho Top 20.